# Gambetta (metrostation Rijsel)
Het metrostation Gambetta is een station van metrolijn 1 van de metro van Rijsel, gelegen in de wijk Wazemmes te Rijsel. De naam komt van de nabijgelegen rue Léon Gambetta. Dit station werd ongeveer een jaar later geopend dan de metrostations van Quatre Cantons tot en met République - Beaux-Arts.

## Omgeving
- Théâtre Sébastopol
- Markt van Wazemmes, de bekendste markt van Rijsel die op dinsdag-, donderdag- en zondagmorgen gehouden wordt.